# زنبق سرخ (رمان)
زنبق سرخ (به فرانسوی: Le Lys rouge) نام یک کتاب ادبی است که توسط آناتول فرانس، نویسندهٔ اهل فرانسه نوشته شده‌است. این کتاب یکی از آثار مشهور ادبی جهان است. این کتاب اولین بار توسط محمود پورشالچی و حسن فرامرزی از متن انگلیسی و عربی مشترکا ترجمه و توسط انتشارات صفی علیشاه منتشر و بار دوم توسط فتح الله دولتشاهی از متن اصلی ترجمه و تحت عنوان عشق و عصیان یا زنبق سرخ توسط انتشارات علمی کرمانشاه چاپ و منتشر گردیده است .
خلاصه داستان:
 کنتس ترز مارتن بلم، در‌عین‌حال که همسر مردی از اهالی سیاست است، پنهانی با روبر لو منیل جوان و بی‌ثبات نیز نرد عشق می‌بازد. ژاک دوشارترِ پیکرتراش او را برمی‌انگیزد که به این عشق شیطانی خاتمه دهد و کنتس نیز چنین می‌کند و طی سفری به ایتالیا جسم و روح خود را در اختیار دوشارتر می‌نهد. چنین به‌نظر می‌رسد که این عشق دیرزمانی دوام آورَد، اما حسادت در جان دوشارتر ریشه می‌دواند تا آن‌که سرانجام پیوند آنان می‌گسلد. هرچند این رمان بسیار مشهور آناتول فرانس مقبول طبع بانوان ظریف‌طبع افتاد، اما باید اذعان کرد که زنبق سرخ در مقایسه با رمان‌های دیگر نویسنده همچون بریان‌پزی ملکۀ سبا در مرتبه‌ای فروتر جای دارد.